# 帕姆維尤 (佛羅里達州)
帕姆維尤（英語：Palm View）是位於美國佛羅里達州馬納提縣的一個非建制地區。該地的面積和人口皆未知。

## 地理
帕姆維尤的座標為27°34′07″N 82°33′25″W / 27.56861°N 82.55694°W，而該地的平均海拔高度為4米（即13英尺）。